# Tour de Vendée 2015
La 44e édition du Tour de Vendée a eu lieu le 5 octobre 2015. C'est la seizième et dernière épreuve de la Coupe de France de cyclisme sur route 2015. La course fait partie également du calendrier UCI Europe Tour 2015 en catégorie 1.1. Il est remporté par Christophe Laporte de l'équipe Cofidis.

## Classements finals
| \| Classement général \| Classement général \| Classement général \| Classement général \| Classement général \| \| Coureur \| Coureur \| Pays \| Équipe \| Temps \| \| ------------------ \| ------------------ \| ------------------ \| ---------------------------- \| ------------------ \| \| 1er \| Christophe Laporte \| France \| Cofidis, Solutions Crédits \| 5 h 01 min 13 s \| \| 2e \| Yauheni Hutarovich \| Biélorussie \| Bretagne-Séché Environnement \| + 0 s \| \| 3e \| Thomas Sprengers \| Belgique \| Topsport Vlaanderen-Baloise \| + 0 s \| \| 4e \| Arnaud Démare \| France \| FDJ \| + 0 s \| \| 6e \| David Menut \| France \| Auber 93 \| + 0 s \| \| 7e \| Marco Marcato \| Italie \| Wanty-Groupe Gobert \| + 0 s \| \| 8e \| Dylan Page \| Suisse \| Roth-Škoda \| + 0 s \| \| 9e \| Jonathan Hivert \| France \| Bretagne-Séché Environnement \| + 0 s \| \| 10e \| Oliver Naesen \| Belgique \| Topsport Vlaanderen-Baloise \| + 0 s \| |                    |             |                              |                 |
| |                    |             |                              |                 |
| |                    |             |                              |                 |
| Classement général |                    |             |                              |                 |
| Coureur | Coureur            | Pays        | Équipe                       | Temps           |
| 1er | Christophe Laporte | France      | Cofidis, Solutions Crédits   | 5 h 01 min 13 s |
| 2e | Yauheni Hutarovich | Biélorussie | Bretagne-Séché Environnement | + 0 s           |
| 3e | Thomas Sprengers   | Belgique    | Topsport Vlaanderen-Baloise  | + 0 s           |
| 4e | Arnaud Démare      | France      | FDJ                          | + 0 s           |
| 6e | David Menut        | France      | Auber 93                     | + 0 s           |
| 7e | Marco Marcato      | Italie      | Wanty-Groupe Gobert          | + 0 s           |
| 8e | Dylan Page         | Suisse      | Roth-Škoda                   | + 0 s           |
| 9e | Jonathan Hivert    | France      | Bretagne-Séché Environnement | + 0 s           |
| 10e | Oliver Naesen      | Belgique    | Topsport Vlaanderen-Baloise  | + 0 s           |